# Garry Marshall
Pour les articles homonymes, voir Marshall.
Garry Masciarelli, dit Garry Marshall, né le 13 novembre 1934 à New York et mort le 19 juillet 2016 à Burbank (Californie), est un acteur, réalisateur, scénariste et producteur américain.

## Biographie
Garry Kent Masciarelli naît en 1934 à New York dans le Bronx. Sa mère, Marjorie Irene Marshall, dirigeait une école de danse et son père, Anthony Wallace Marsciarelli, d'origine italienne, était réalisateur, sous le pseudonyme Anthony Marshall. Il a deux sœurs : la productrice de séries télévisées Ronny Hallin et la réalisatrice Penny Marshall. Garry Marshall se marie en 1963 avec Barbara ; leur union a donné trois enfants : Scott, Lori, Kathleen et six petits-enfants. Garry Marshall commence sa carrière comme acteur et auteur de sketches pour l'émission télévisée The Tonight Show. Il révèle ensuite au monde entier Robin Williams avec la série de science-fiction Mork & Mindy. 
Son actrice préférée est Julia Roberts, à qui il offre son plus grand succès au début de sa carrière avec le film populaire Pretty Woman ; il tourne quatre productions cinématographiques avec elle, dont le dernier, Joyeuse Fête des mères, sorti deux mois et demi avant son décès. Garry Marshall connaît également un succès mondial avec la série culte Happy Days dans les années 70 ; on y retrouve les thèmes souvent abordés dans ses films tels que l'amitié, l'amour, le courage, le sacrifice et la loyauté. Il tourne également la série The Odd Couple dans les années 70 : il jouera son dernier rôle en tant qu'acteur dans la reprise de cette série en 2016 (4e épisode de la 2e saison), quelques mois avant sa mort.
En 2001, il lance Anne Hathaway dans Princesse malgré elle, dont c'est la première expérience cinématographique .
Garry Marshall reçoit plusieurs distinctions dont le Valentine Davies Award en 1995 et son étoile Hollywood Walk of Fame est située côté sud du bloc 6800 d'Hollywood Boulevard.

## Filmographie

### Réalisateur

#### Cinéma
- 1982 : Docteurs in love (Young Doctors in Love)
- 1984 : Le Kid de la plage (The Flamingo Kid)
- 1986 : Rien en commun (Nothing in Common)
- 1987 : Un couple à la mer (Overboard)
- 1988 : Au fil de la vie (Beaches)
- 1990 : Pretty Woman
- 1991 : Frankie et Johnny (Frankie and Johnny)
- 1994 : Exit to Eden
- 1996 : Escroc malgré lui (Dear God)
- 1999 : L'Autre Sœur (The Other Sister)
- 1999 : Just Married (ou presque) (Runaway Bride)
- 2001 : Princesse malgré elle (The Princess Diaries)
- 2004 : Fashion Maman (Raising Helen)
- 2004 : Un Mariage de princesse (The Princess Diaries 2: Royal Engagement)
- 2007 : Mère-fille, mode d'emploi (Georgia Rule)
- 2010 : Valentine's Day
- 2011 : Happy New Year (New Year’s Eve)
- 2016 : Joyeuse fête des mères (Mother's Day)

#### Télévision
- 1970 : The Odd Couple (série télévisée)
- 1972 : Me and the Chimp (série télévisée)
- 1974 : Happy Days (Happy Days) (série télévisée)
- 1974 : Dominic's Dream (série télévisée)
- 1976 : Laverne et Shirley (Laverne and Shirley) (série télévisée)
- 1977 : Blansky's Beauties (en) (série télévisée)
- 1978 : Mork & Mindy (série télévisée)
- 1983 : Herndon (série télévisée)
- 1988 :  Murphy Brown (Murphy Brown) (série télévisée)

### Acteur
- 1961 : Toller Hecht auf krummer Tour : US Recruiting Officer
- 1968 : 
  - Maryjane (en) de Maury Dexter : Service Station Attendant
  - Un monde psychédélique (Psych-Out) : Plainclothesman
- 1977 : Lâchez les bolides (Grand Theft Auto) : Underworld boss
- 1985 : Lost in America : Desert Inn Casino Manager
- 1986 : 
  - But Seriously, Folks (court-métrage) : Host
  - Jumpin' Jack Flash : Detective
- 1987 : Overboard : Drummer
- 1988 : Au fil de la vie (Beaches) : Audition director
- 1990 : 
  - Secret Agent OO Soul
  - Pretty Woman : Bum Tour Guide
- 1991 : La télé lave plus propre (Soapdish) : Edmund Edwards
- 1992 : Une équipe hors du commun (A League of Their Own) : Walter Harvey
- 1993 : 
  - The Last Shot (court-métrage) : Mark Tullis Sr.
  - Hocus Pocus : The Master
- 1994 : Exit to Eden : Voice of Priscilla's Client
- 1995 : Statistically Speaking
- 1996 : Escroc malgré lui (Dear God) : Preston Sweeney, Postmaster
- 1997 : The Twilight of the Golds : Walter Gold
- 1998 : 
  - With Friends Like These... (en) de  Philip Frank Messina
  - CHiPs '99 : Tour Bus Driver
- 1999 : Collège Attitude (Never Been Kissed) : James Rigfort
- 1999 : Just married (ou presque) (Runaway Bride) : First Baseman in Softball
- 2000 : This Space Between Us (en) de Matthew Leutwyler (en) : Steve Nicklo
- 2000 : It's a Shame About Ray : Mr. Brezhnev
- 2000 : Can't Be Heaven : Pawn Shop Broker
- 2001 :  Tomcats : oncle Murray
- 2001 :  The Hollywood Sign : Director
- 2001 :  The Majestic : Studio Executive (voix)
- 2002 :  Orange County : Arthur Gantner
- 2002 :  Mother Ghost : Arthur
- 2002 :  Monk - (série télévisée) - saison 1, épisode 13 (Monk prend l'avion (Mr. Monk and the Airplane) ) : Warren Beach
- 2003 : 
  - Devil's Knight : Big Eddie
  - The Long Ride Home : Arthur
  - They Call Him Sasquatch : Stu Glassman
- 2005 : 
  - Mute : Pastor
  - Chicken Little : Buck Cluck (voix)
- 2006 : Texte Lucky 13 (en) : Irwin Fiedler
- 2014 : Brooklyn Nine-Nine - (série télévisée) - saison 2, épisode 16 (Opération Captain's Fury (The Wednesday Incident) ) : Marvin Miller
- 2016 : The Odd Couple - (série télévisée) - Saison 2 de The Odd Couple, épisode 4 (Madison & son) : le père d'Oscar'

### Scénariste
- 1964 : Gomer Pyle, U.S.M.C. (série télévisée)
- 1967 : Sheriff Who (série télévisée)
- 1968 : Adorablement vôtre (How Sweet It Is!)
- 1970 : The Grasshopper
- 1970 : The Murdocks and the McClays (série télévisée)
- 1970 : The Odd Couple (série télévisée)
- 1970 : Barefoot in the Park (série télévisée)
- 1972 : Evil Roy Slade (série télévisée)
- 1984 : Le Kid de la plage (The Flamingo Kid)
- 1999 : L'Autre Sœur (The Other Sister)

### Producteur
- 1966 : Hey, Landlord (en) (série télévisée)
- 1967 : Sheriff Who (série télévisée)
- 1968 : Adorablement vôtre (How Sweet It Is!)
- 1970 : The Grasshopper
- 1970 : The Odd Couple (série télévisée)
- 1972 : Me and the Chimp (série télévisée)
- 1972 : Evil Roy Slade (série télévisée)
- 1974 : Happy Days (série télévisée)
- 1974 : Dominic's Dream (série télévisée)
- 1976 : Laverne et Shirley ("Laverne & Shirley") (série télévisée)
- 1977 : Blansky's Beauties (en) (série télévisée)
- 1978 : Mork & Mindy (série télévisée)
- 1978 : Who's Watching the Kids (série télévisée)
- 1979 : Beanes of Boston (série télévisée)
- 1979 : Angie (série télévisée)
- 1982 : Joanie Loves Chachi (série télévisée)
- 1982 : Docteurs in love (Young Doctors in Love)
- 1983 : Herndon (série télévisée)
- 1987 : Nothing in Common
- 1991 : Frankie et Johnny (Frankie and Johnny)
- 1994 : Exit to Eden